# Farman F.60 Goliath

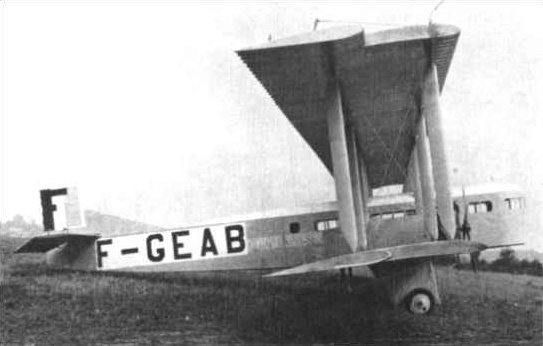
Il Farman F 60 F-GEAB della Compagnie des Grands Express Aériens.

Il Farman F 60 Goliath era un bimotore biplano di linea costruito dall'azienda francese Société des avions Henri & Maurice Farman dal 1919 e prodotto durante gli anni venti.
Si ricorda per aver effettuato l'8 febbraio 1919, ai comandi di Henri Farman, il trasporto di undici passeggeri da Parigi a Londra, primo volo commerciale a collegare le due capitali.

## Versioni
F-60 Goliath
versione da trasporto civile.
F-60 BN2 Goliath
conversione militare, bombardiere notturno.

## Utilizzatori

### Civili
Colombia
- Compañia Colombiana de Navegacion Aerea (C.C.N.A.)

 Francia
- Lignes Aériennes Farman (Société générale des transports aériens, SGTA)
- Grands Express Aériens (CEA)[2]
- Compagnie des Messageries Aériennes (CMA)
- Air Union

 Belgio
- Société Nationale pour l'Etude des Transports Aériens (SNETA)

 Cecoslovacchia
- Československé Státní Aerolinie (CSA)

### Militari
Francia
- Armée de l'air (F-60 BN2 Goliath)
- Aviation navale (F-60 BN2 Goliath)

 Italia
- Servizio Aeronautico

 Giappone
- Dai-Nippon Teikoku Rikugun Kōkū Hombu

 Polonia
- Siły Powietrzne

 Unione Sovietica
- Sovetskie Voenno-vozdušnye sily

## Incidenti

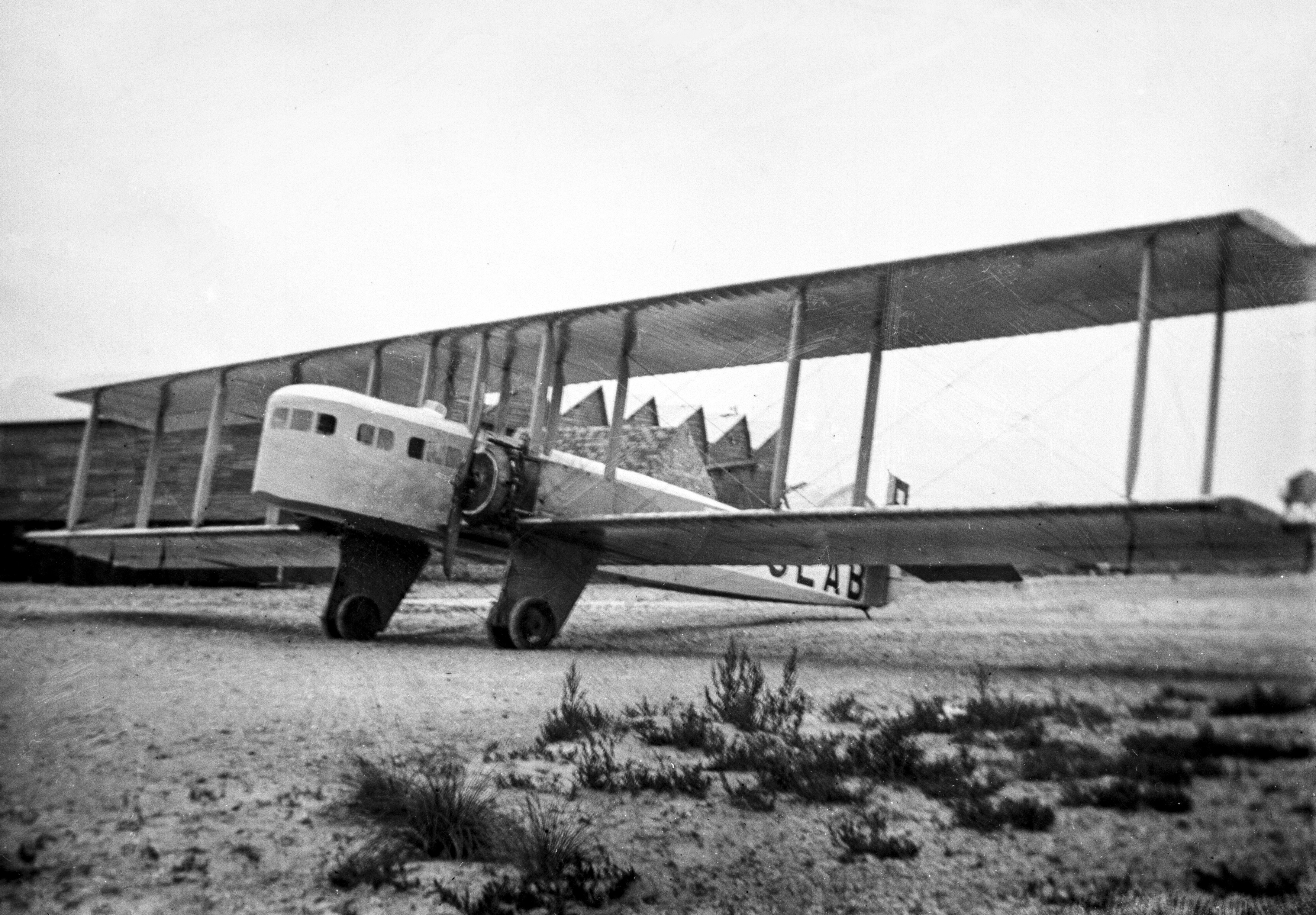
Goliath, London-Paris with engine failure, Le Crotoy 1921

- 7 aprile 1922: Un de Havilland DH.18A, della compagnia aerea Daimler Airway si scontra con un Farman F 60 Goliath della Compagnie des Grands Express Aériens (CGEA) sopra Thieuloy-Saint-Antoine, in Francia, uccidendo sette persone. Passa alla storia come la prima collisione in volo tra due aerei commerciali.